# 1943 في اليابان
فيما يلي قوائم الأحداث التي وقعت خلال عام 1943 في اليابان.

## سياسة

### تعيين في المنصب
- 1 أبريل – مامورو شيجميتسو وزير الشؤون الخارجية [الإنجليزية]‏.

## مواليد

### يناير
- 1 يناير – ساكوجي يوشيمورا
- 7 يناير – ساداكو ساساكي فنانة أوريغامي يابانية.
- 21 يناير – كينزو يوكوياما لاعبو كرة قدم يابانيون.

### فبراير
- 20 فبراير – أنطونيو إينوكي
- 22 فبراير – أوتويا ياماغوتشي

### مارس
- 1 مارس – أكينوري ناكاياما لاعب جمباز فني ياباني.
- 25 مارس – كاتسويا كوباياشي

### أبريل
- 18 أبريل – تاداو أونيشي لاعب كرة قدم ياباني.
- 21 أبريل – كويتشي واجيما
- 23 أبريل – فايتنغ هارادا ملاكم ياباني.
- 27 أبريل – جورج أكياما مانغاكا ياباني.

### مايو
- 2 مايو – تيرو نيمورا لاعب كرة قدم ياباني.
- 8 مايو – فوجيو ماسوكا أستاذ جامعي ياباني.

### يونيو
- 20 يونيو – ماسايوكي يوميرا

### يوليو
- 22 يوليو – ماسارو إيموتو كاتب ومؤلف ياباني.

### أغسطس
- 7 أغسطس – كيكو ياماموتو مؤدّية صوت يابانية.
- 24 أغسطس – هيديو كوباياشي

### أكتوبر
- 12 أكتوبر – كاتسو ميوا

### نوفمبر
- 18 نوفمبر – اوسامو ديزاكي
- 24 نوفمبر – تاكاجي موري لاعبو كرة قدم يابانيون.

### ديسمبر
- 3 ديسمبر – كيوشي توميزاوا لاعبو كرة قدم يابانيون.
- 21 ديسمبر – ماسافومي هارا لاعب كرة قدم ياباني.

## وفيات

### يناير
- 20 يناير – أكيرا ماتسوناغا (مواليد 1914) لاعبو كرة قدم يابانيون (1914).

### فبراير
- 4 فبراير – سينجورو هاياشي (مواليد 1876)

### أبريل
- 18 أبريل – إيسوروكو ياماموتو (مواليد 1884) ضابط ياباني.
- 25 أبريل – تاكيدا سوكاكو (مواليد 1859) ساموراي ياباني.

### سبتمبر
- 26 سبتمبر – هيساشي كيمورا (مواليد 1870) عالم فلك ياباني.